# Futbol'nyj Klub Zenit Sankt-Peterburg 2009
Questa voce raccoglie le informazioni riguardanti lo Zenit San Pietroburgo nelle competizioni ufficiali della stagione 2009.

## Rosa
| N. |                          | Ruolo | Calciatore        |
| -- | ------------------------ | ----- | ----------------- |
| 1  | Slovacchia (bandiera)    | P     | Kamil Čontofalský |
| 2  | Russia (bandiera)        | D     | Aleksandr Anjukov |
| 3  | Portogallo (bandiera)    | D     | Fernando Meira    |
| 4  | Croazia (bandiera)       | D     | Ivica Križanac    |
| 5  | Corea del Sud (bandiera) | D     | Kim Dong-jin      |
| 6  | Belgio (bandiera)        | D     | Nicolas Lombaerts |
| 9  | Turchia (bandiera)       | A     | Fatih Tekke       |
| 10 | Portogallo (bandiera)    | C     | Danny             |
| 11 | Rep. Ceca (bandiera)     | D     | Radek Šírl        |
| 14 | Slovacchia (bandiera)    | D     | Tomáš Hubočan     |
| 15 | Russia (bandiera)        | C     | Roman Širokov     |

| N. |                        | Ruolo | Calciatore          |
| -- | ---------------------- | ----- | ------------------- |
| 16 | Russia (bandiera)      | P     | Vjačeslav Malafeev  |
| 17 | Italia (bandiera)      | A     | Alessandro Rosina   |
| 18 | Russia (bandiera)      | C     | Konstantin Zyrjanov |
| 19 | Bielorussia (bandiera) | A     | Sergey Kornilenko   |
| 20 | Russia (bandiera)      | C     | Viktor Fajzulin     |
| 21 | Russia (bandiera)      | C     | Igor' Semšov        |
| 23 | Ungheria (bandiera)    | C     | Szabolcs Huszti     |
| 27 | Russia (bandiera)      | C     | Igor' Denisov       |
| 57 | Russia (bandiera)      | C     | Aleksej Ionov       |
| 88 | Serbia (bandiera)      | A     | Mateja Kežman       |

## Risultati

### Prem'er-Liga
| Mosca 15 marzo 2009 1ª giornata | Spartak Mosca | 1 – 1 referto | Zenit San Pietroburgo | Stadio Lužniki |

| San Pietroburgo 22 marzo 2009 2ª giornata | Zenit San Pietroburgo | 2 – 1 referto | Saturn | Stadio Petrovskij |

| Tomsk 5 aprile 2009 3ª giornata | Tom' Tomsk | 0 – 3 referto | Zenit San Pietroburgo | Trud Stadium |

| San Pietroburgo 12 aprile 2009 4ª giornata | Zenit San Pietroburgo | 0 – 0 referto | Amkar Perm' | Stadio Petrovskij |

| Mosca 19 aprile 2009 5ª giornata | Lokomotiv Mosca | 1 – 1 referto | Zenit San Pietroburgo | Stadio Lokomotiv |

| San Pietroburgo 25 aprile 2009 6ª giornata | Zenit San Pietroburgo | 4 – 2 referto | Chimki | Stadio Petrovskij |

| Rostov sul Don 3 maggio 2009 7ª giornata | Rostov | 2 – 1 referto | Zenit San Pietroburgo | Stadio Olimp-2 |

| San Pietroburgo 10 maggio 2009 8ª giornata | Zenit San Pietroburgo | 2 – 0 referto | Kryl'ja Sovetov Samara | Stadio Petrovskij |

| Mosca 17 maggio 2009 9ª giornata | CSKA Mosca | 2 – 1 referto | Zenit San Pietroburgo | Stadio Lužniki |

| Chimki 24 maggio 2009 10ª giornata | Dinamo Mosca | 1 – 0 referto | Zenit San Pietroburgo | Arena Chimki |

| San Pietroburgo 30 maggio 2009 11ª giornata | Zenit San Pietroburgo | 2 – 0 referto | Kuban' | Stadio Petrovskij |

| Nal'čik 14 giugno 2009 12ª giornata | Spartak-Nal'čik | 2 – 2 referto | Zenit San Pietroburgo | Respublikanskij stadion Spartak |

| San Pietroburgo 12 luglio 2009 13ª giornata | Zenit San Pietroburgo | 1 – 0 referto | FK Mosca | Stadio Petrovskij |

| Groznyj 19 luglio 2009 14ª giornata | Terek Groznyj | 3 – 2 referto | Zenit San Pietroburgo | Stadio Sultan Bilimkhanov |

| San Pietroburgo 25 luglio 2009 15ª giornata | Zenit San Pietroburgo | 0 – 0 referto | Rubin | Stadio Petrovskij |

| Ramenskoe 2 agosto 2009 16ª giornata | Saturn | 2 – 2 referto | Zenit San Pietroburgo | Saturn Stadium |

| San Pietroburgo 9 agosto 2009 17ª giornata | Zenit San Pietroburgo | 0 – 2 referto | Tom' Tomsk | Stadio Petrovskij |

| Perm' 16 agosto 2009 18ª giornata | Amkar Perm' | 2 – 4 referto | Zenit San Pietroburgo | Stadio Zvezda |

| San Pietroburgo 23 agosto 2009 19ª giornata | Zenit San Pietroburgo | 1 – 1 referto | Lokomotiv Mosca | Stadio Petrovskij |

| Chimki 30 agosto 2009 20ª giornata | Chimki | 0 – 4 referto | Zenit San Pietroburgo | Arena Chimki |

| San Pietroburgo 13 settembre 2009 21ª giornata | Zenit San Pietroburgo | 2 – 0 referto | Rostov | Stadio Petrovskij |

| Samara 20 settembre 2009 22ª giornata | Kryl'ja Sovetov Samara | 0 – 1 referto | Zenit San Pietroburgo | Stadio Metallurg (Samara) |

| San Pietroburgo 26 settembre 2009 23ª giornata | Zenit San Pietroburgo | 2 – 0 referto | CSKA Mosca | Stadio Petrovskij |

| San Pietroburgo 4 ottobre 2009 24ª giornata | Zenit San Pietroburgo | 2 – 1 referto | Dinamo Mosca | Stadio Petrovskij |

| Krasnodar 18 ottobre 2009 25ª giornata | Kuban' | 0 – 2 referto | Zenit San Pietroburgo | Stadio Kuban' |

| San Pietroburgo 25 ottobre 2009 26ª giornata | Zenit San Pietroburgo | 2 – 2 referto | Spartak-Nal'čik | Stadio Petrovskij |

| Mosca 31 ottobre 2009 27ª giornata | FK Mosca | 1 – 0 referto | Zenit San Pietroburgo | Stadio Ėduard Strel'cov |

| San Pietroburgo 8 novembre 2009 28ª giornata | Zenit San Pietroburgo | 2 – 0 referto | Terek Groznyj | Stadio Petrovskij |

| Kazan' 21 novembre 2009 29ª giornata | Rubin | 0 – 0 referto | Zenit San Pietroburgo | Stadio Centrale di Kazan' |

| San Pietroburgo 29 novembre 2009 30ª giornata | Zenit San Pietroburgo | 2 – 1 referto | Spartak Mosca | Stadio Petrovskij |

### Kubok Rossii
| Vladimir 15 luglio 2009 Sedicesimi di finale | Torpedo Vladimir | 0 – 2 referto | Zenit San Pietroburgo | Stadio Torpedo |

| San Pietroburgo 5 agosto 2009 Ottavi di finale | Zenit San Pietroburgo | 2 – 1 referto | Nižnij Novgorod | Stadio Petrovskij |

| San Pietroburgo 7 aprile 2010 Quarti di finale | Zenit San Pietroburgo | 2 – 0 referto | Volga Tver' | Stadio Petrovskij |

| Perm' 21 aprile 2010 Semifinali | Amkar Perm' | 0 – 0 referto | Zenit San Pietroburgo | Stadio Zvezda |

| Rostov sul Don 16 maggio 2010 Finale | Zenit San Pietroburgo | 1 – 0 referto | Sibir' | Stadio Olimp-2 |